# Mono (Fluss)
Der Mono (früher auch Monu) ist ein Fluss in Togo.

## Verlauf
Er ist mit 467 km der längste Fluss Togos, allerdings sind lediglich etwa 50 km schiffbar. Er entspringt in Benin in der Nähe zur togoischen Grenze und fließt von dort an südwärts. Der Mono bildet gegen Ende seines Laufs die Grenze zwischen Togo und Benin. Kurz bevor er die Küste erreicht knickt er nach Osten ab und fließt als Lagune der Küste entlang. Er teilt sich mit dem Mündungsgewässer des Couffo, dem Ahoho, über einen Lagunenkomplex die Mündung. Der Mono mündet in die Bucht von Benin und damit in den Atlantischen Ozean.

## Hydrometrie
Durchschnittliche monatliche Durchströmung des Mono gemessen an der hydrologischen Station bei Athiémé in m³/s.
- Diagrammdaten:
- Definition |
- Rohdaten |
- Hilfe

## Stauseen
Etwa 160 km nördlich seiner Mündung wird der Mono vom Nangbeto-Staudamm gestaut.

## Mono-Couffo-Lagunen-Komplex
Der Mono als auch der Couffo münden in der Küstenlagune von Benin, die am Bouche du Roi ins Meer mündet. Im Westen verbindet der schmale M’baga-Kanal dies mit dem togoischen Lagunensystem, das am Passe d’Aného zum Meer hin offen ist. Dieses schmale, parallel zur Küste verlaufenden Gewässer kommuniziert mit zwei großen Brackseen, dem Ahémé-See und dem Togosee.
Die Lagunenöffnungen zum Meer waren, je nach Abfluss, geöffnet oder zum Teil sogar über Jahre geschlossen. Seit 1987 ist die Lagune am Bouche du Roi permanent geöffnet, wodurch sich ein stabiles Ökosystem einstellen konnte. Seither gibt es weniger Überschwemmungen. Der Salzgehalt in der Lagune beträgt in der Trockenzeit zwischen 10 und 25 g/l und sinkt selten unter 5 g/l.